# Kruså
Kruså [kʀusˈoːʔ] (in tedesco Krusau) è un villaggio danese situato sul confine tra Germania e Danimarca. Appartiene al comune di Bov (Bau) ed è perciò parte del territorio di Aabenraa.
Kruså è situata sei chilometri a nord dal centro urbano di Flensburgo. Nucleo originario del luogo è il mulino ad acqua, che si trova a ovest rispetto alla strada principale.
Il luogo assunse importanza grazie alla linea di confine dal 1920. Benché Krusau sia stata separata dalla vicina Kupfermühle, ebbe modo di svilupparsi successivamente, divenendo un centro di commercio. Fino alla realizzazione dell'autostrada 7 (E45), Krusau - Kupfermühle era di gran lunga il luogo di passaggio più importante lungo la frontiera. Oggi la gran parte del traffico si dirige, con l'autostrada, verso il confine a Frøslev.
Le città danesi più vicine sono Aabenraa a nord, Sønderborg (Sonderburg) a est e Tønder (Tondern) a ovest. La strada che da Kruså porta a Sonderburg è particolarmente affascinante dal punto di vista paesaggistico a Fjordvej, con le località di Kollund e Sønderhav.